# Rock’n’popmuseum

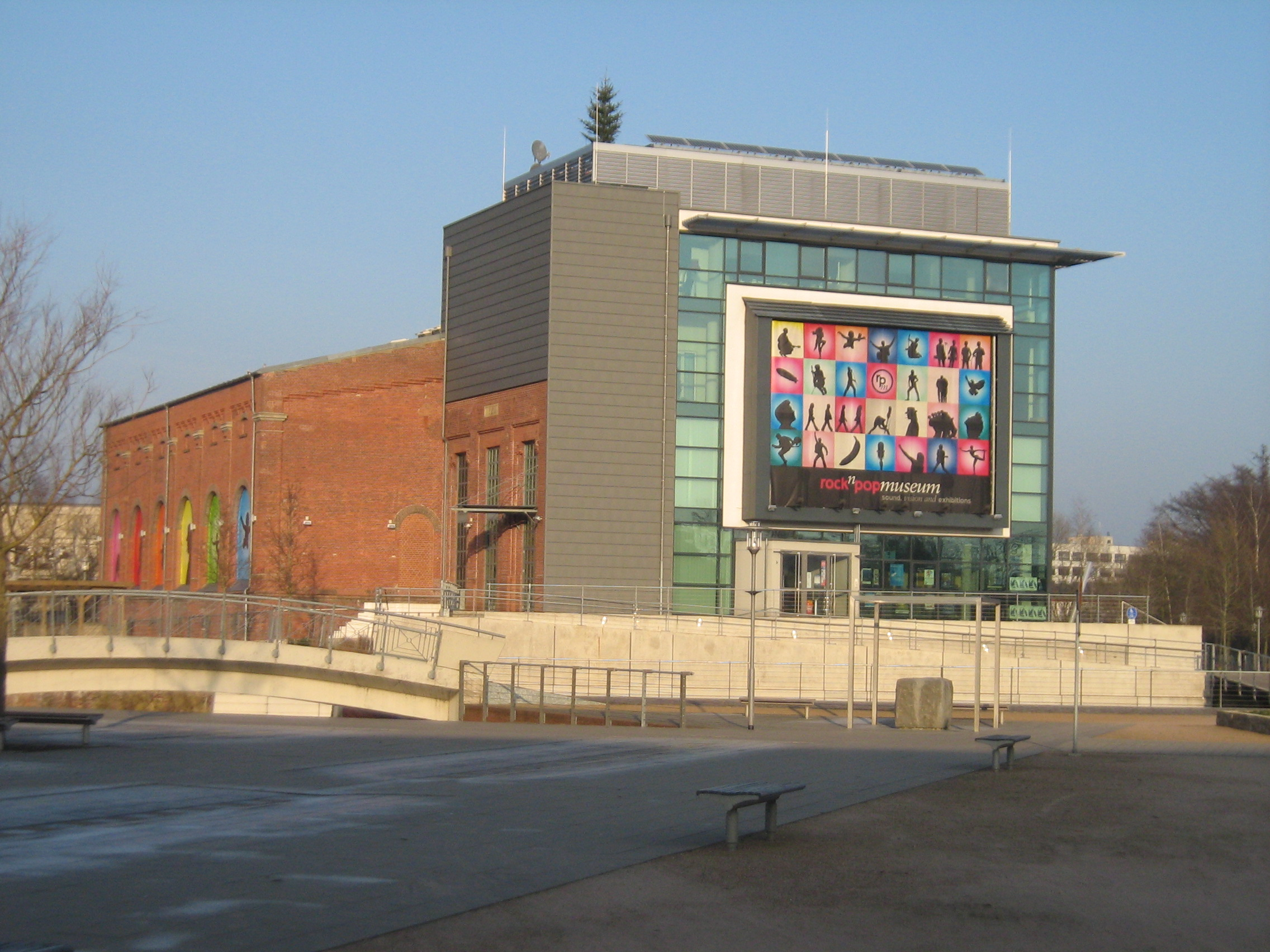
Rock’n’Popmuseum (2008)

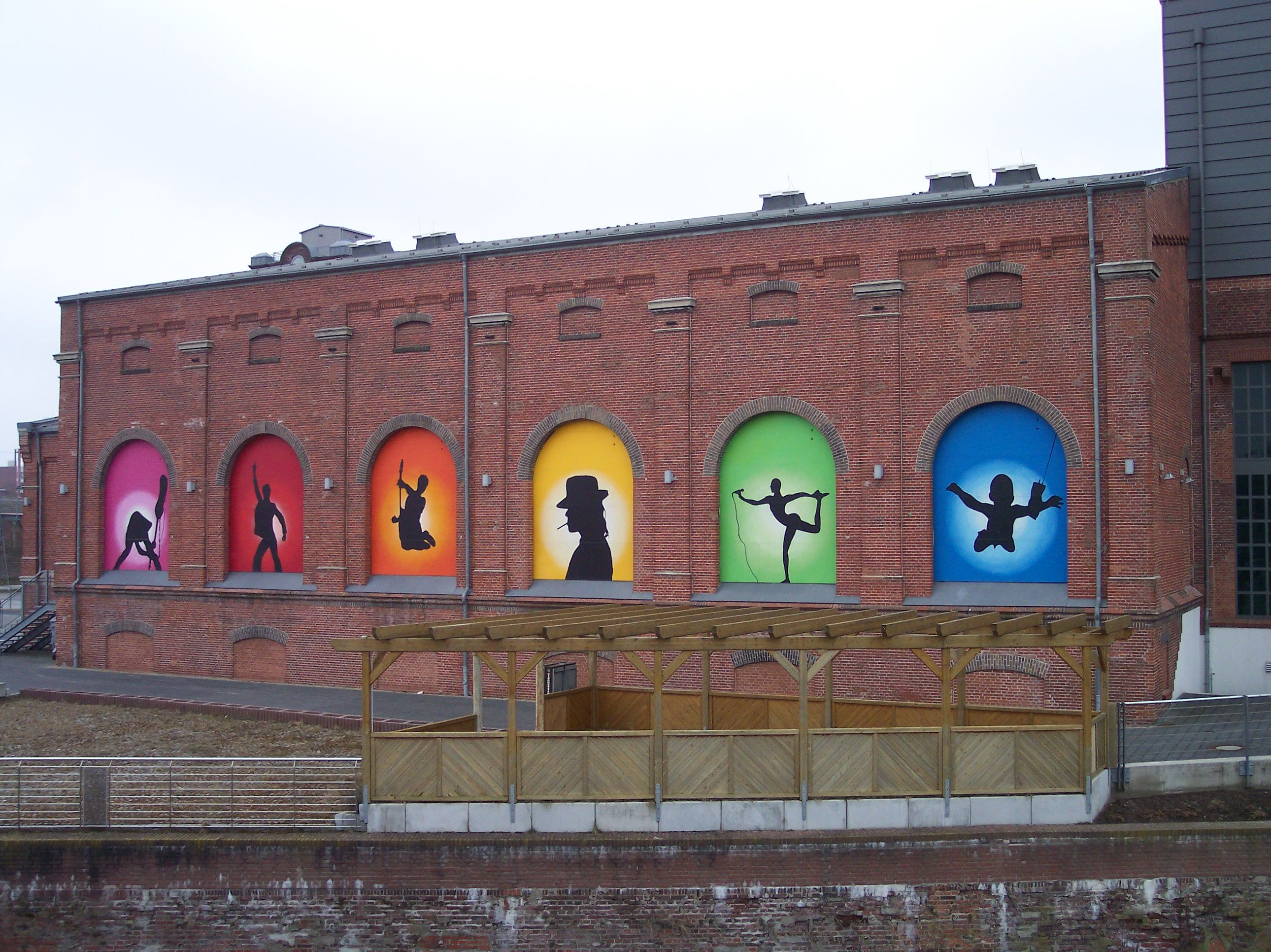
Seitenansicht des Rock’n’Popmuseum (2006)

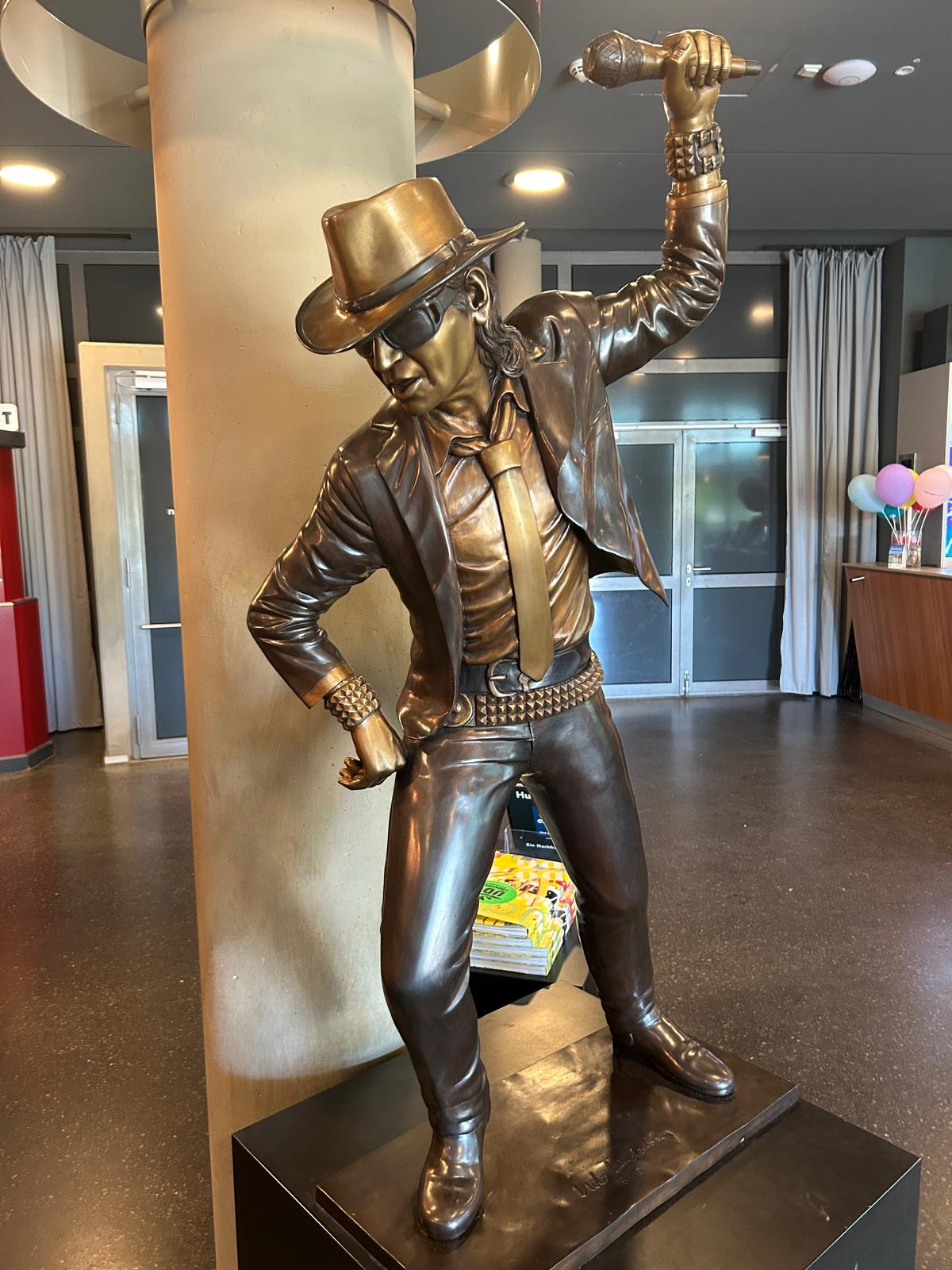
Statur von Udo Lindenberg im Foyer des Rock’n’popmuseum (2025)

Das rock’n’popmuseum (Eigenschreibweise: rockⁿpopmuseum) ist ein Museum für Populärkultur in Gronau (Westf.). Es zeigt in der Ausstellung die Kulturgeschichte der Popularmusik des 20. Jahrhunderts. In der Dauerausstellung finden sich zahlreiche Exponate der Musikgeschichte. Das Museum ist bundesweit einzigartig für dieses Genre der Musikgeschichte.

## Geschichte
Die Idee zur Gründung des rock’n’popmuseums lieferte der in Gronau geborene Rockmusiker und Maler Udo Lindenberg. Unter Beteiligung des Museumsamtes und des Kreises Borken wurde ein Finanzierungsplan aufgestellt. Anschließend konnte die Fachmesse für Musik und Unterhaltung „Popkomm“ dafür gewonnen werden, das Museumskonzept inhaltlich mit auszuarbeiten. Im Jahr 2003 wurde das Konzept vollendet. Es erfolgte die Gründung der rock’n’popmuseum gGmbH, eine gemeinnützige Gesellschaft, die das Museum bis heute betreibt. Als Gebäude für das Museum dient die ehemalige Turbinenhalle des Textilunternehmens Mathieu van Delden. Die Baukosten des Museums beliefen sich auf insgesamt circa 15,5 Mio. DM. Nach rund vierjähriger Bauzeit wurde das rock’n’popmuseum am 21. Juli 2004 eröffnet. Zu diesem Anlass erschienen auch Udo Lindenberg und der damalige Ministerpräsident Nordrhein-Westfalens, Peer Steinbrück, und enthüllten das Schild am „Udo-Lindenberg-Platz“, die offizielle Hausanschrift des Museums.

„Die Turbinenhalle wird zu Windmaschine, sie pustet stets frischen Wind und quirlige Bewegung in die Gesellschaft. (…) Das Rockmuseum wird ein Jungbrunnen für Gronau sein. Das wünsch’ ich euch, von ganzem frischen Rock’n’Roll-Herzen.“

Inzwischen hat das Haus eine tiefgreifende Umorientierung des inhaltlichen und räumlichen Konzepts erfahren. Die Ergebnisse der Planungs- und Umbauarbeiten konnten mit der Wiedereröffnung am 23. November 2018 erstmals der Öffentlichkeit präsentiert werden. Der zentrale Raum des Museums, die Turbinenhalle, beherbergt nun die Dauerausstellung. Eine Besonderheit dieser Konzeption ist der Pophimmel, der in einem festen Turnus den Besucher in ein emotionales Konzerterlebnis entführt. Inhaltlich wurde auf eine chronologische Bearbeitung der Popkultur zugunsten eines thematischen Zugriffs verzichtet. Die Dauerausstellung umfasst neun Themenbereiche wie zum Beispiel „Beginning of“, „Rebellion“ oder „Performance“, die Pop nicht definieren, sondern das Feld seiner Erscheinungsformen kartieren. Die Präsentation besonderer Objekt wird nun mehr Raum und Bedeutung geschenkt. Im Fokus steht dabei nicht nur die deutsche und internationale Popmusikgeschichtsschreibung, auch die Entwicklungen der Popkultur in den benachbarten Niederlanden bilden einen Schwerpunkt. Mit der Turbine, den Räumlichkeiten im Untergeschoss des Museumsgebäudes, steht nun auch ein Veranstaltungsbereich zur Verfügung, der 250 stehenden Besuchern Platz bietet. Erstmals ist das rock’n’popmuseum damit in der Lage, ein kontinuierliches Veranstaltungsprogramm anzubieten. Das 20-jährige Jubiläum des Museums wurde vom Kabarettisten und Musikwissenschaftler Dr. Pop moderiert, „nicht akademisch-trocken (...), sondern mit zahllosen Tonbeispielen und witzigen Anekdoten.“

## Konzept
Zentraler Gegenstand des rock’n’popmuseums ist die Musik. Die Ausstellung verknüpft das Musikerlebnis mit Information und vor allem die sinnliche Erfahrung mit Interaktion. Mediale Installationen machen die Musik für den Besucher erlebbar. Die über 100 Jahre andauernde Entwicklung der Populärmusik wird für die Besucher hör- und fühlbar gemacht. Das Museum vermittelt einen umfangreichen Hintergrund zu rund 100 Jahren Rock- und Popgeschichte. Regelmäßige Sonderausstellung und Themenschwerpunkte ergänzen die Dauerausstellung um einzelne Aspekte der Rock- und Popgeschichte.
Das rock’n’popmuseum versteht sich als Ort der Wissenschaft und Bildung. Workshops und Seminare für Lehrer unterschiedlicher Fächer ergänzen das Ausstellungsprogramm. Ein Beispiel dafür ist die Lehrerfortbildung im Rahmen der Sonderausstellung über die Scorpions „Winds of change – Rockmusik in Deutschland im gesellschaftspolitischen Spannungsfeld zwischen Imitation, Agitation, Progression und Affirmation“. Nach der Wiedereröffnung hat das rock’n’popmuseum sein Angebot im Bereich der Museumspädagogik erweitert. Darüber hinaus ist das Museum Mitinitiator und aktives Mitglied des Archivnetzwerks Pop, mit dem die bundesweite Forschungsinfrastruktur zur Geschichte der Popkultur verbessert werden soll.

## Ausstellung

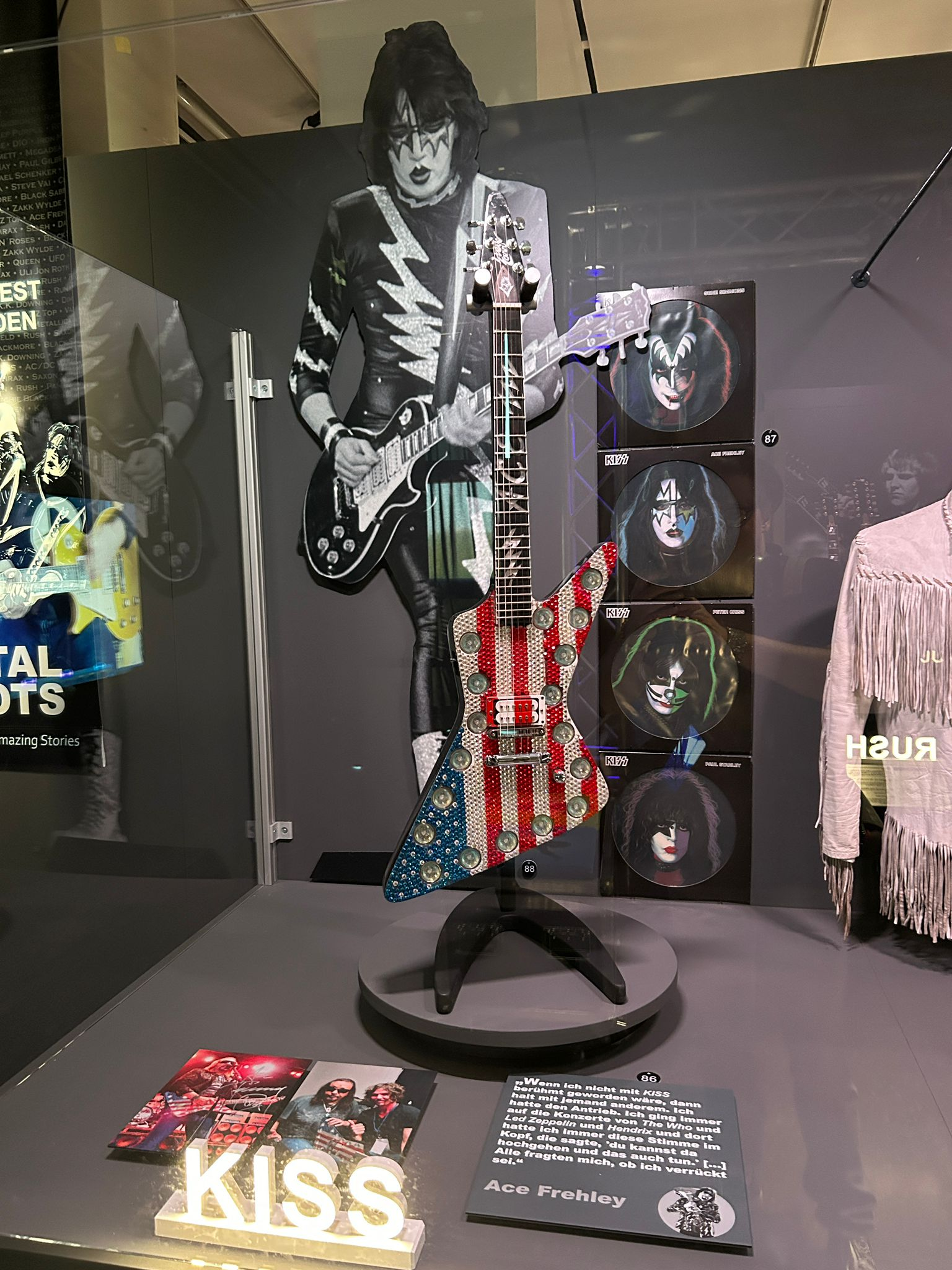
Gitarre der Band Kiss in der Sonderausstellung Guitar Heroes (2025)

Die Dauerausstellung wird mehrfach im Jahr durch wechselnde Sonderausstellungen ergänzt.

### Sonderausstellungen
| Ausstellung | Zeitraum                            |
| --- | ----------------------------------- |
| Udo Lindenbergs Likörelle | Juli 2004 – Januar 2005             |
| Nur für Erwachsene | Januar – Mai 2005                   |
| Like Anselm Kiefer | Juni – Oktober 2005                 |
| Musiker-Selbstportraits | Dezember 2005 – Februar 2006        |
| Rockpalast Fotografien von Thomas von der Heiden und Rainer Laigraf in Kooperation mit dem WDR Fernsehen.                                                                    | Februar – Juni 2006                 |
| Just wanna See His Face Die Geschichte der Rolling Stones. Mit Bildern von Sebastian Krüger und Fotografien von Carl van der Walle.                                          | Juli – Dezember 2006                |
| Na Bravo! 50 Jahre Jugendkultur. | Dezember 2006 – März 2007           |
| Das Phänomen Udo Lindenberg | März – August 2007                  |
| The Relic Show | September – Oktober 2007            |
| Geschichte der Tonstudios | Oktober 2007 – Februar 2008         |
| Too much future. Punk in der DDR | Mai – Juli 2008                     |
| On The Road Unterwegssein – ein Mythos der Popkultur | August 2008 – Januar 2009           |
| Pinups Airbrush auf alten Autoteilen | Januar – Februar 2009               |
| The Sun Ain’t Gonna Shine Anymore Tod und Sterben in der Rockmusik. Eine Ausstellung der Stiftung Künstlerdorf Schöppingen.                                                  | März – August 2009                  |
| Techno Ein Blick zurück in die Zukunft | November 2009 – April 2010          |
| Music Was My First Love | September – November 2010           |
| The Art of John Lennon Ausstellung über den Ex-Beatle John Lennon. | Dezember 2010 – Februar 2011        |
| Imageb(u)ilder Vergangenheit, Gegenwart und Zukunft des Videoclips. | Januar – Juli 2011                  |
| Scorpions – Rock You Like A Hurricane Eine Ausstellung über die Band Scorpions anlässlich ihrer Abschiedstour.                                                               | Januar 2011 – August 2012           |
| ESC Die Geschichte des Eurovision Song Contest. | April 2011 – Mai 2011               |
| Rock’n’revolution | Oktober – November 2011             |
| Freddie Mercury A Kind Of Magic | November 2011 – Januar 2012         |
| 50/fifty – Rolling Stones Eine Ausstellung anlässlich des 50. Bühnenjubiläums der Rolling Stones – mit Gemälden von Sebastian Krüger und Fotografien von Fritz Werner Haver. | Mai – August 2012                   |
| Vom Winde verweht – Jimi Hendrix Jimi Hendrix und das Fehmarn-Festival, eine Ausstellung anlässlich Hendrix 70. Geburtstags.                                                 | November 2012 – März 2013           |
| ShePOP – Frauen.Macht.Musik Thematische Behandlung von Frauen in allen Bereichen der Rock- und Popmusik, von der Künstlerin über die Managerin bis hin zum Groupie.          | März – September 2013               |
| Marilyn intim Die Privatsammlung von Ted Stampfer. | Juni – September 2013               |
| Mythen und Legenden Das Artwork von Andreas Marschall | Oktober – Dezember 2013             |
| Elvis Presley From Graceland to Gronau | Dezember 2013 – März 2014           |
| Michael Jackson Die Dittmar-Collection | Juni – September 2014               |
| 100 Jahre deutscher Schlager! | März – Dezember 2014                |
| Seitensprünge – Malende Musiker | Dezember 2014 – Februar 2015        |
| MusikMekkaMünster Popstars in Schwarzweiß | März 2015 – August 2015             |
| Styles – HipHop in Deutschland! | Juni 2015 – Februar 2016            |
| Dead Rock Heads Gemälde von Ole Ohlendorff | Mai 2016 – August 2016              |
| We’re Only in It for the Money Die Ware Musik | August 2016 – September 2016        |
| Päpste des Pop Fundstücke aus dem Lippmann+Rau-Musikarchiv Eisenach | Mai 2017 – Oktober 2017             |
| Demos Discos Denkanstöße Die 70er in Westfalen | Dezember 2017 – April 2019          |
| Hopped-Up | Mai 2019 – August 2019              |
| Eddie van Halen The Last Guitar God | 23. Oktober 2020 – 30. Oktober 2020 |
| Ludwig lebt! Beethoven im Pop | 25. April 2021 – 3. Oktober 2021    |
| Grenzenloses Tanzvergnügen Musikgeschichte(n) zwischen Gronau und Enschede von 1920 bis 1960                                                                                 | 11. September 2022 – 2. April 2023  |
| DISCO - COOL, CHIC, CRAZY | 20. August 2023 – 3. März 2024      |
| Guitar Heroes | 25. Januar 2025 – August 2025       |

### CAN-Tonstudio
Museumsbesucher können seit 2007 das originalgetreue Studio der avantgardistischen Band Can besichtigen. Das Tonstudio wurde im ehemaligen Kinosaal in Weilerswist ab- und im rock’n’popmuseum wieder aufgebaut.